# Uri (Sardenya)
Uri (en sard, Uri) és un municipi italià, dins de la província de Sàsser. L'any 2007 tenia 3.050 habitants. Es troba a la regió del Tataresu. Limita amb els municipis de l'Alguer, Ittiri, Olmedo, Putifigari, Sàsser i Usini.

## Administració
| Període | Identitat               | Partit        |
| ------- | ----------------------- | ------------- |
| 2006-   | Giovanni Antonio Biddau | Llista cívica |